# Asiola lemniscata
Asiola lemniscata là một loài ruồi trong họ Asilidae. Asiola lemniscata được Daniels miêu tả năm 1977. Loài này phân bố ở miền Australasia.